# Arifwala
Arifwala (Urdu: عارفوالہ) es una localidad de Pakistán, en la provincia de Punyab.

## Demografía
Según estimación 2010 contaba con 98.168 habitantes.